# John Loudon McAdam
John Loudon McAdam (født 21. september 1756 i Ayr, Ayrshire, Skotland, død 26. november 1836 i Moffat, Dumfriesshire) var en skotsk ingeniør, som i 1820 videreførte den engelske ingeniør John Lochheads idé fra 1794 om at bygge vejbanen helt af skærver.
For sin indsats for at udbrede kendskabet for denne konstruktion fik McAdam sit
navn knyttet til alle skærveveje (makadamiserede veje).